# Jasné Pole
Jasné Pole je rozptýlená osada, část obce Všeradov v okrese Chrudim. Nachází se 1–2 km na jihovýchod od Všeradova. V roce 2009 zde bylo evidováno 23 adres. V roce 2001 zde trvale žilo 31 obyvatel.
Jasné Pole leží v katastrálním území Všeradov o výměře 5,09 km2. Osadou protéká potok Slubice.
Jasné Pole se původně nazývalo Schönfeld podle svého zakladatele. Vzniklo v 18. století.

## Další fotografie

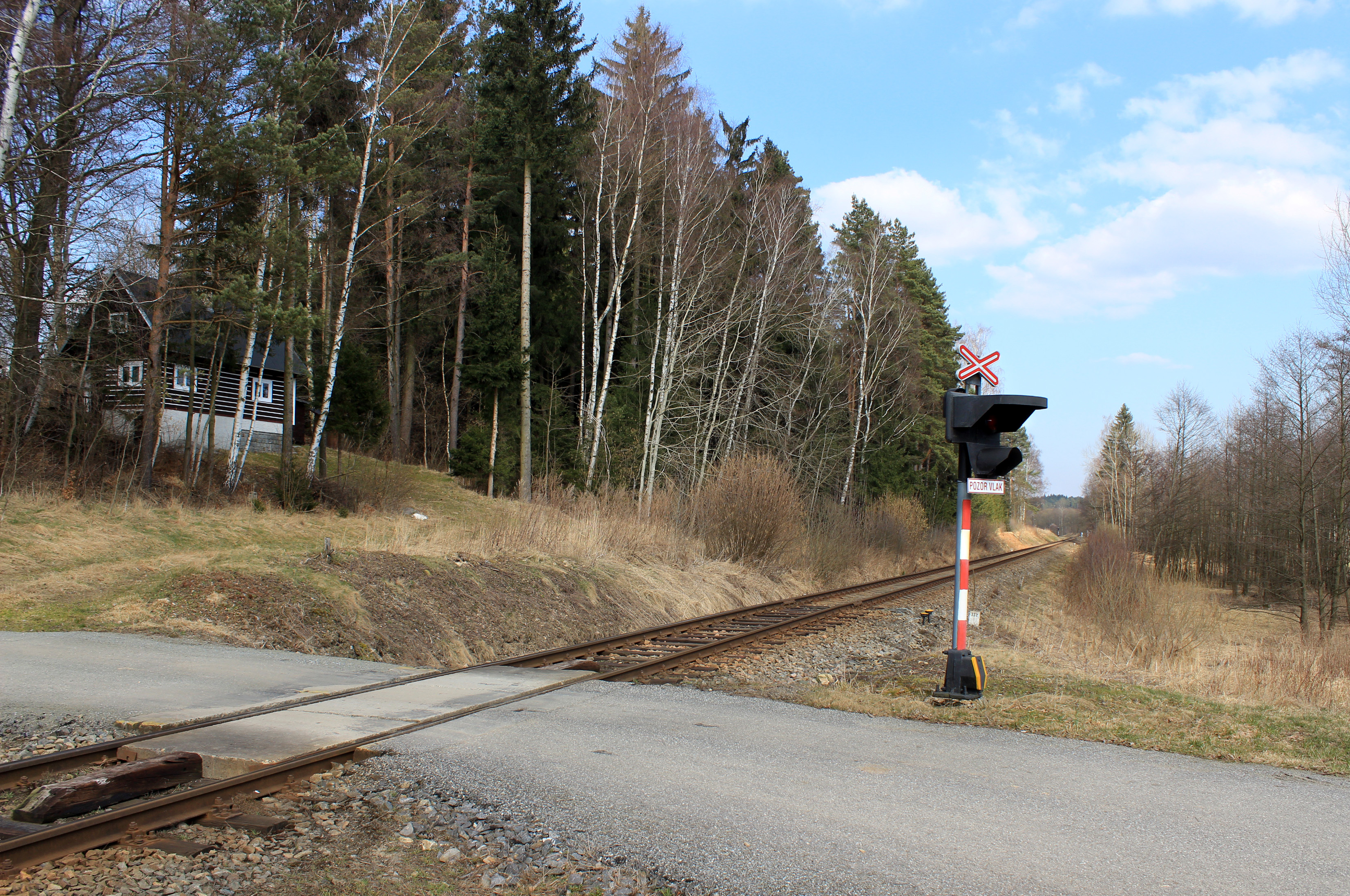
Železniční přejezd
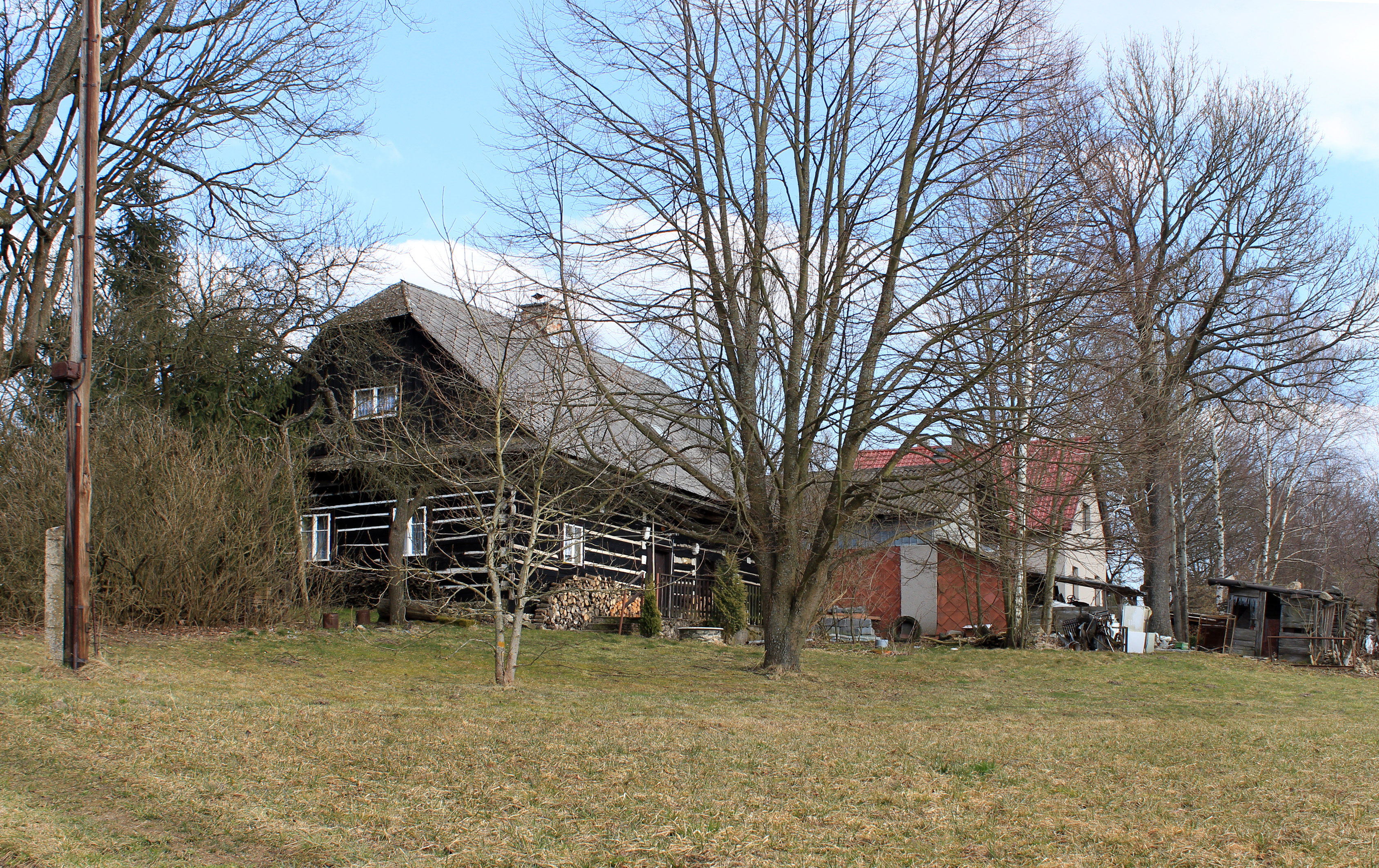
Chalupa čp. 15
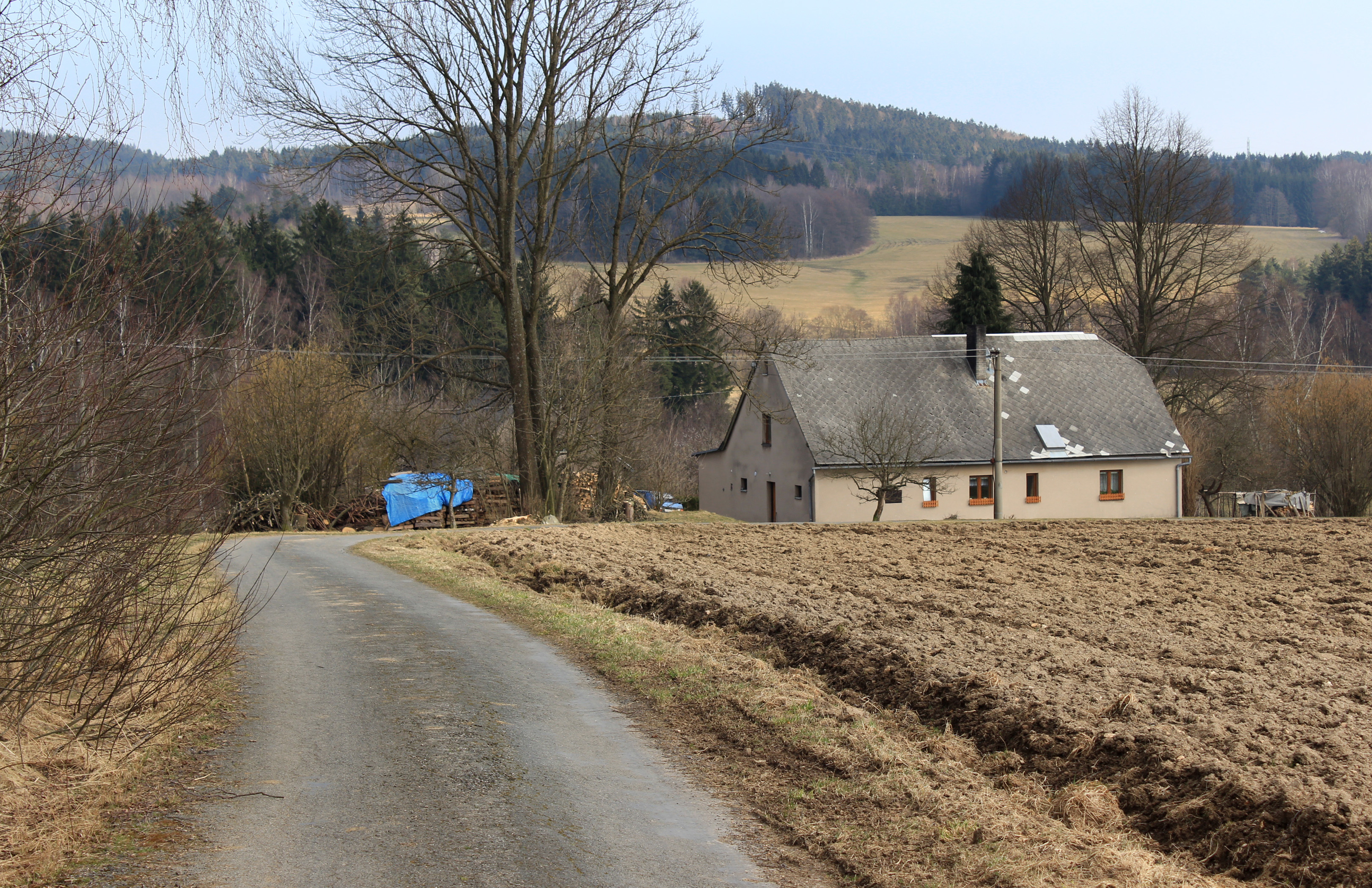
Dům čp. 6, v pozadí vrch Zadní Hradiště (682 m)